# سرگی ان. موروزوف
سرگی ان. موروزوف (اوکراینی: Сергій Миколайович Морозов؛ زادهٔ ۱۵ ژانویهٔ ۱۹۶۱) بازیکن فوتبال اهل اتحاد جماهیر شوروی سوسیالیستی-اوکراین بود.
از باشگاه‌هایی که در آن بازی کرده‌است می‌توان به باشگاه فوتبال شاختار دونتسک، باشگاه فوتبال تاوریا سیمفروپول، باشگاه فوتبال زسکا مسکو، باشگاه فوتبال لانتانا تالین، باشگاه فوتبال ام‌تی‌کی بوداپست، باشگاه فوتبال ماریوپول، باشگاه فوتبال آرسنال کی‌یف، و باشگاه فوتبال متالورگ زاپروژیا اشاره کرد.